# Les Enfants qui s’aiment
Clip vidéo
[vidéo] « Yves Montand - Les enfants qui s’aiment (1948) », sur YouTube
[vidéo] « Yves Montand - Les enfants qui s’aiment (1962) », sur YouTube
Les Enfants qui s’aiment est une chanson française et une poésie chantée du film Les Portes de la nuit, de Marcel Carné, de 1946, d'après le poème du même nom du recueil Paroles de Jacques Prévert. Yves Montand l'enregistre en 1948 en disque 78 tours chez Odeon,, un des premiers grands succès de sa carrière.

## Histoire
Jacques Prévert publie son poème Les Enfants qui s’aiment, avec son recueil à succès Paroles, de 95 poèmes, de 1946 « Les enfants qui s'aiment, ne sont là pour personne, ils sont ailleurs, bien plus loin que la nuit, bien plus haut que le jour, dans l'éblouissante clarté, de leur premier amour... ».
Son ami Joseph Kosma compose alors la musique de cette poésie chantée (en même temps que Les Feuilles mortes) sur le thème d'une histoire d'amour entre deux jeunes adultes amants du Paris d'après-guerre, avec les paroles du poème de Prévert, pour leur film Les Portes de la nuit, de Marcel Carné (avec scénario et dialogues de Prévert), où Yves Montand (Diego) et Nathalie Nattier (Malou) jouent le couple de jeunes amants (en remplacement du couple d'acteurs stars Jean Gabin et Marlene Dietrich, prévus à l'origine, qui refusent finalement les rôles). 
Yves Montand (alors jeune amant d'Édith Piaf, âgé de 25 ans en 1946) l'enregistre a cappella en 1948, accompagné par Henri Crolla à la guitare, en disque 78 tours chez Odeon (ainsi que Les Feuilles mortes en 1949) deux des premiers grands succès de sa carrière d'acteur-chanteur. 

## Au cinéma
- 1946 : Les Portes de la nuit, de Marcel Carné, avec Yves Montand, musique thème du film, interprétée par Fabien Loris[8].

## Reprises et adaptations
Yves Montand réenregistre une nouvelle version du titre sur son album Yves Montand chante Jacques Prévert de 1962. Cette chanson est reprise en particulier par Tino Rossi (1950), Juliette Gréco (1951), Mouloudji (1970), Lambert Wilson (1997)... 